# Ford Galaxie
Ford Galaxie – samochód osobowy klasy luksusowej produkowany pod amerykańską marką Ford w latach 1958–1974 oraz w latach 1967–1983 na rynku brazylijskim.

## Pierwsza generacja

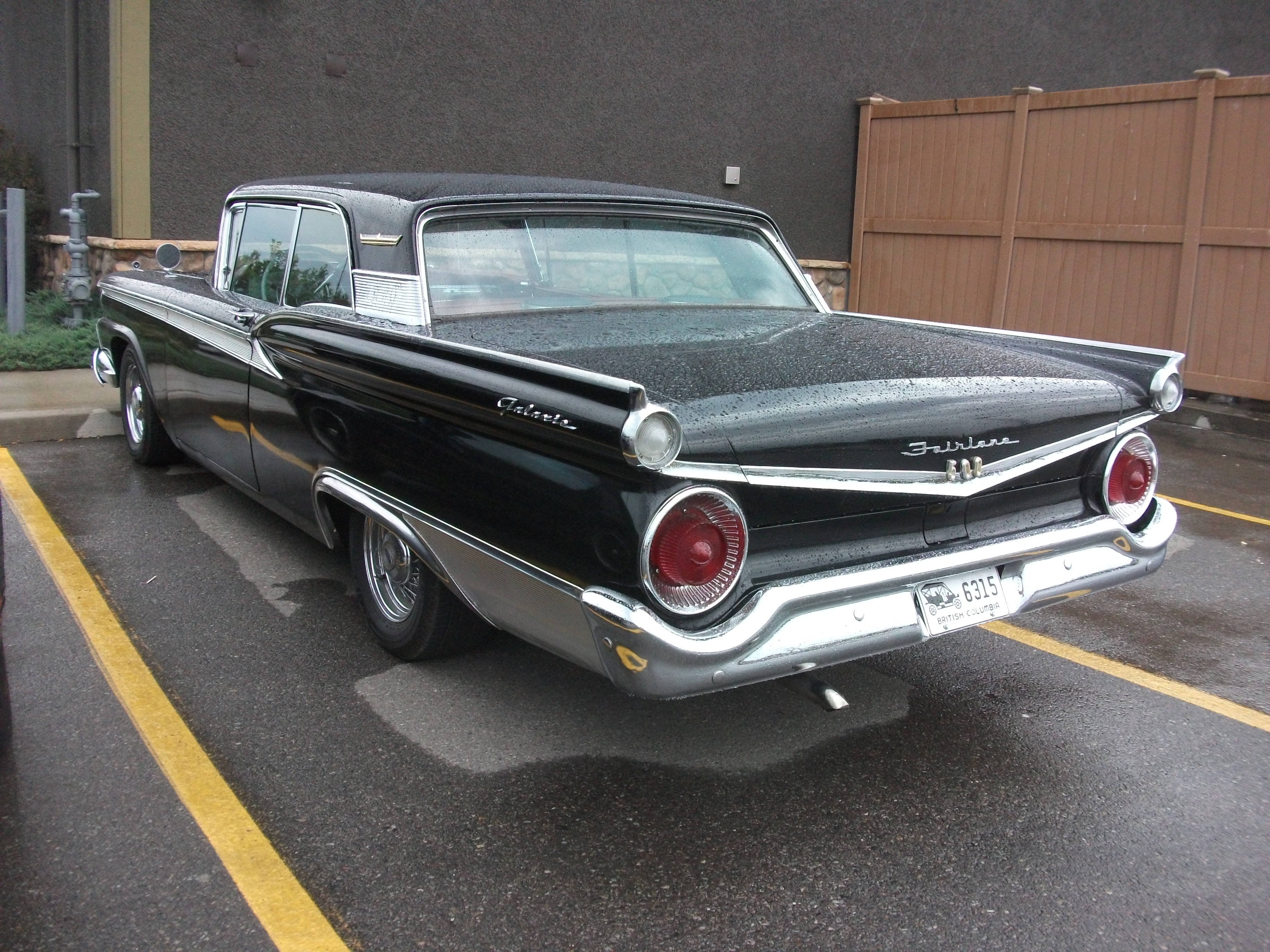
Ford Galaxie I - tył

Ford Galaxie I został zaprezentowany po raz pierwszy w 1958 roku.
W 1958 roku Ford zdecydował się poszerzyć swoją lokalną, północnoamerykańską ofertę o nowy pełnowymiarowy samochód luksusowy Galaxie, który oparty został na technice mniejszego modelu Fairlane. Pierwsza generacja Forda Galaxie utrzymana została w charakterystycznych proporcjach dla amerykańskiej motoryzacji drugiej połowy lat 50., z awangardowymi, wielokształtnymi akcentami stylistycznymi i skrzydlatymi tylnymi nadkolami. W porównaniu do innych modeli Forda z tego okresu, Galaxie wyróżniał się dużą liczbą chromowanych ozdobników i największym wymiarowo nadwoziem. Kabinę pasażerską tworzyły dwie, jednoczęściowe kanapy wykonane ze skórzanej tapicerki.

### Silniki
- L6 3.7l OHV
- V8 4.5l Y-Block
- V8 4.8l Y-Block
- V8 5.1l Y-Block
- V8 5.4l FE
- V8 5.8l FE

## Druga generacja

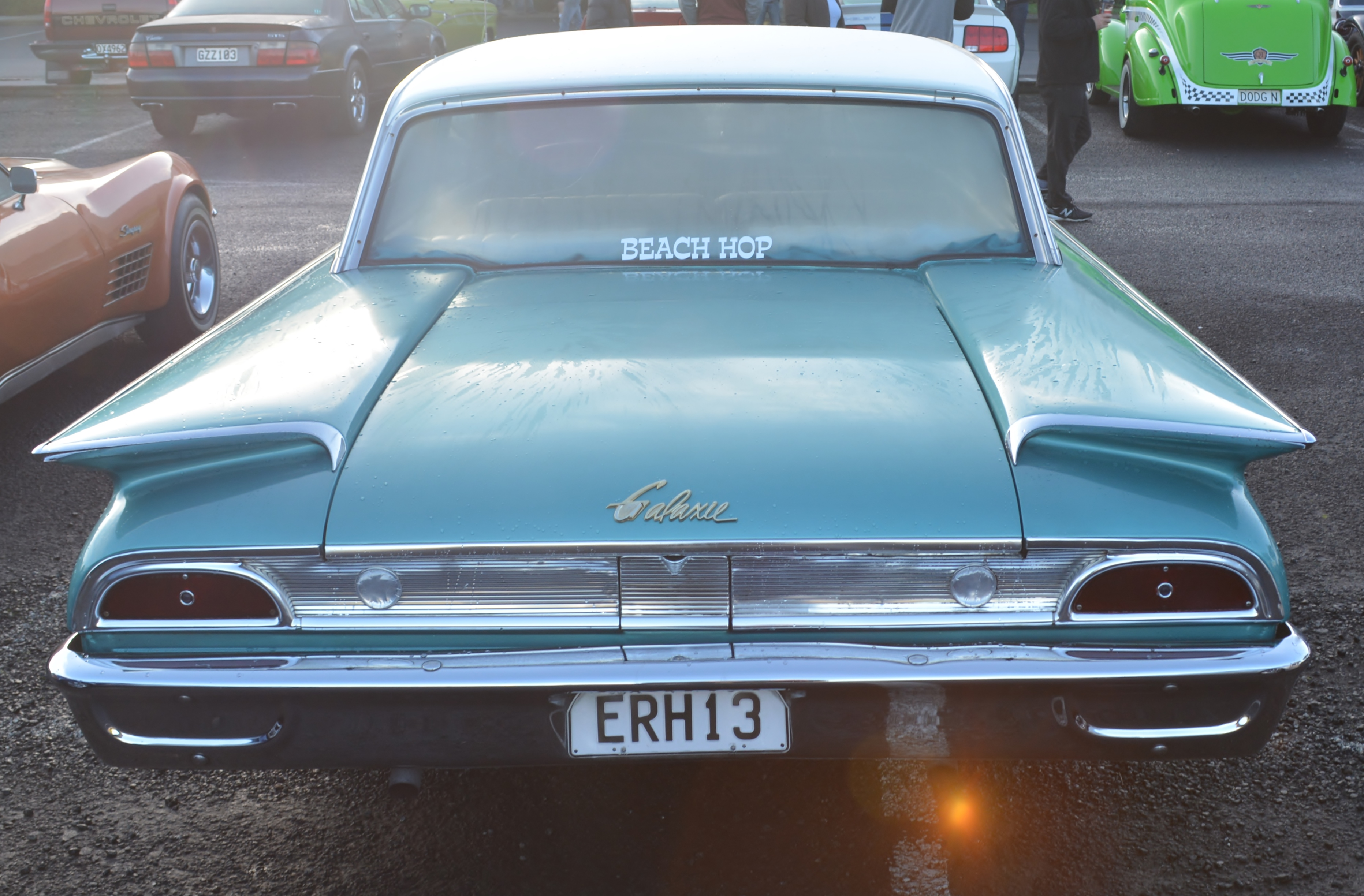
Ford Galaxie II - tył

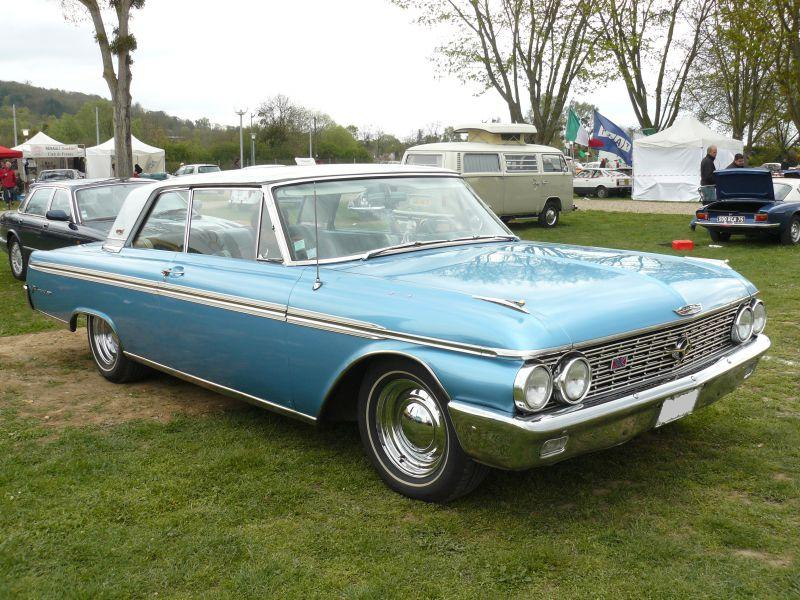
Ford Galaxie II po liftingu

Ford Galaxie II został zaprezentowany po raz pierwszy w 1959 roku.
Po niespełna rok trwającej produkcji poprzednika, Ford zdecydował się zaprezentować zupełnie nową odsłonę modelu Galaxie. Tym razem pełnowymiarowy model amerykańskiego producenta zyskał znacznie smuklejsze i mniej awangardowe proporcje, z łagodniejyszymi i prostszymi liniami nadwozia podobnymi do pokrewnego modelu Fairlane. 
Charakterystycznym elementem stylistyki stała się chromowana poprzeczka biegnąca przez całą długość nadwozia, a także duży chromowany pas przedni z dwiema parami okrągłych reflektorów. W kolejnych latach Ford Galaxie przeszedł dwie duże restylizacje, w ramach których zmieniał się głównie wygląd pasa przedniego. 

### Silniki
- L6 3.7l Mileage Maker
- V8 4.7l Windsor
- V8 4.8l Y-Block
- V8 5.8l FE
- V8 6.4l FE
- V8 6.6l FE
- V8 7.0l FE

## Trzecia generacja

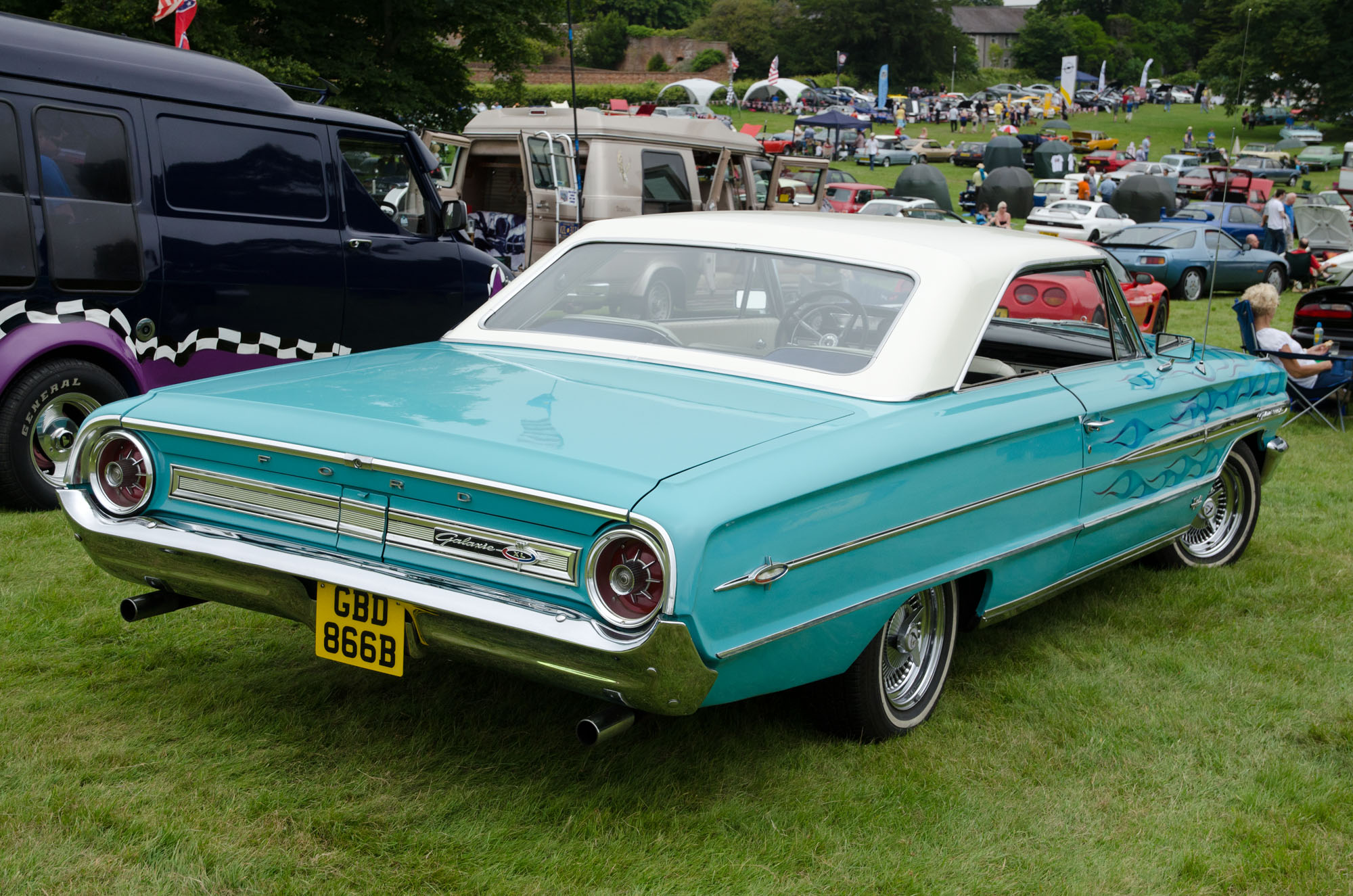
Ford Galaxie III - tył

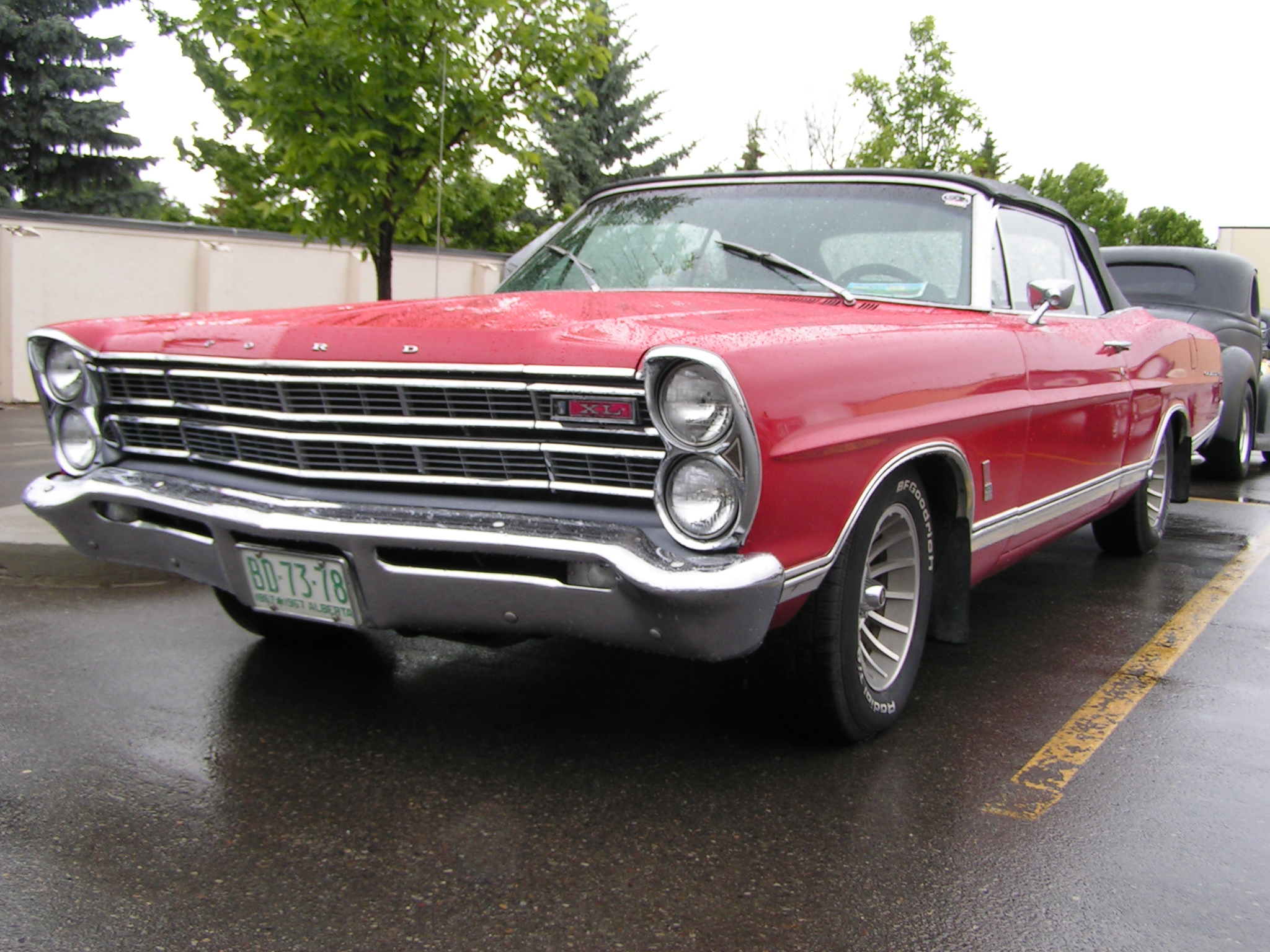
Ford Galaxie III po liftingu

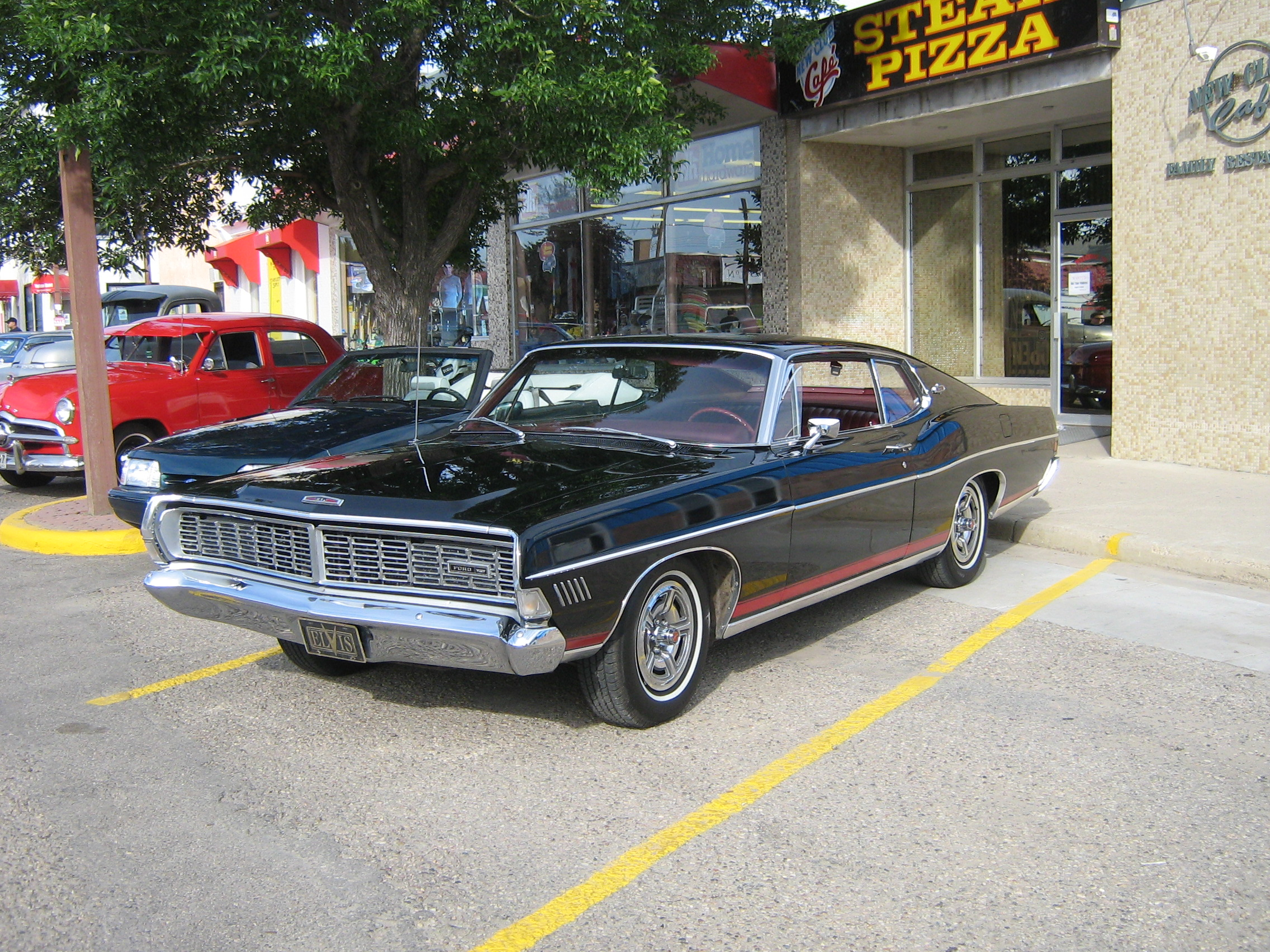
Ford XL I

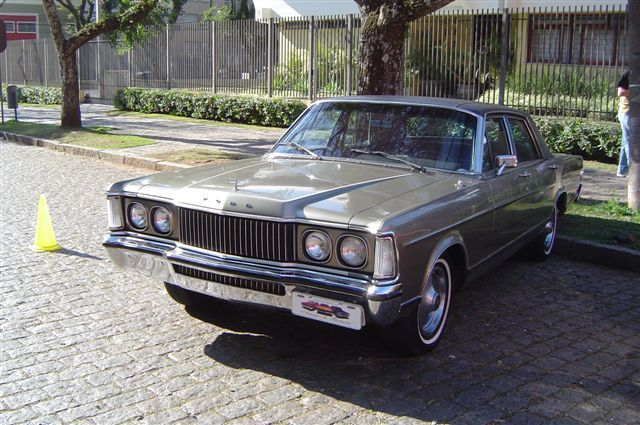
Brazylijski Ford Landau po liftingu

Ford Galaxie III został zaprezentowany po raz pierwszy w 1964 roku.
Trzecia generacja Galaxie przyniosła kolejne duże zmiany pod kątem stylistycznym, nawiązując do rozwiązań z pokrewnego, tańszego modelu Fairlane. Początkowo samochód przeszedł ewolucyjny zakres zmian w wyglądzie nawiązujących do poprzednika, z poziomo położonymi podwójnymi reflektorami i chromowaną atrapą chłodnicy.
Po trwającej rok produkcji, w 1965 roku pojawił się zmodernizowany Ford Galaxie. Z przodu pojawiły się pionowo położone podwójne reflektory, duża szeroka atrapa chłodnicy o kanciastych kształtach, a także wąskie, podłużne tylne lampy. Boczne panele zdobiło wyraźnie zaznaczone przetłoczenie, a liczba np. chromowanych ozdobników różniła się w zależności od wariantu wyposażenia.

### XL
Wraz z modernizacją Galaxie III w 1968 roku, Ford uzupełnił ofertę o luksusową odmianę o nazwie Ford XL. Wyróżniała się ona większą liczbą chromowanych ozdobników, a także chowanymi reflektorami.

### Silniki
- L6 3.9l Mileage Maker
- V8 4.5l Y-Block
- V8 4.7l Windsor
- V8 4.8l Y-Block
- V8 4.9l FE
- V8 5.8l FE
- V8 6.4l FE
- V8 7.0l FE

## Czwarta generacja

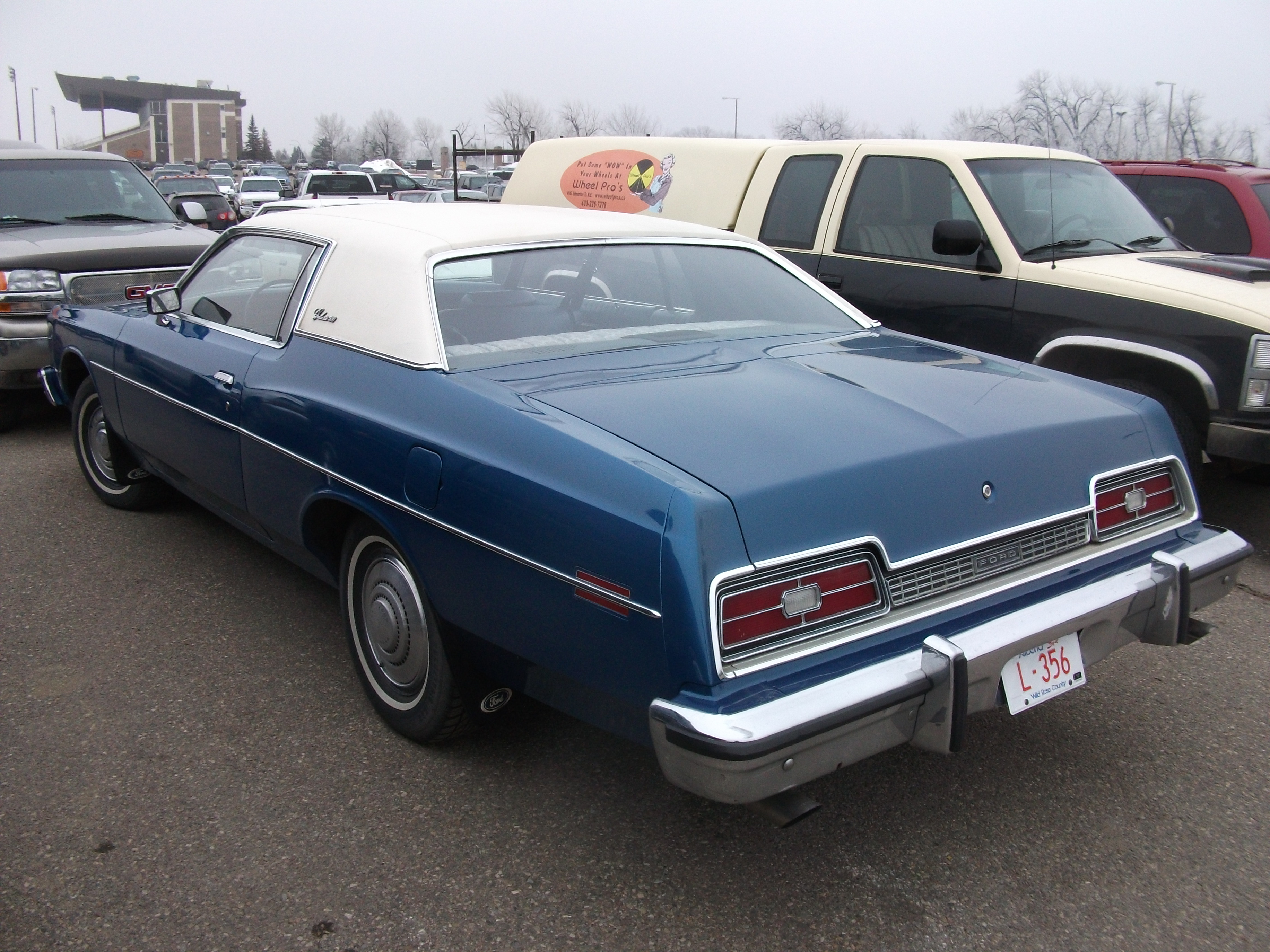
Ford Galaxie IV - tył

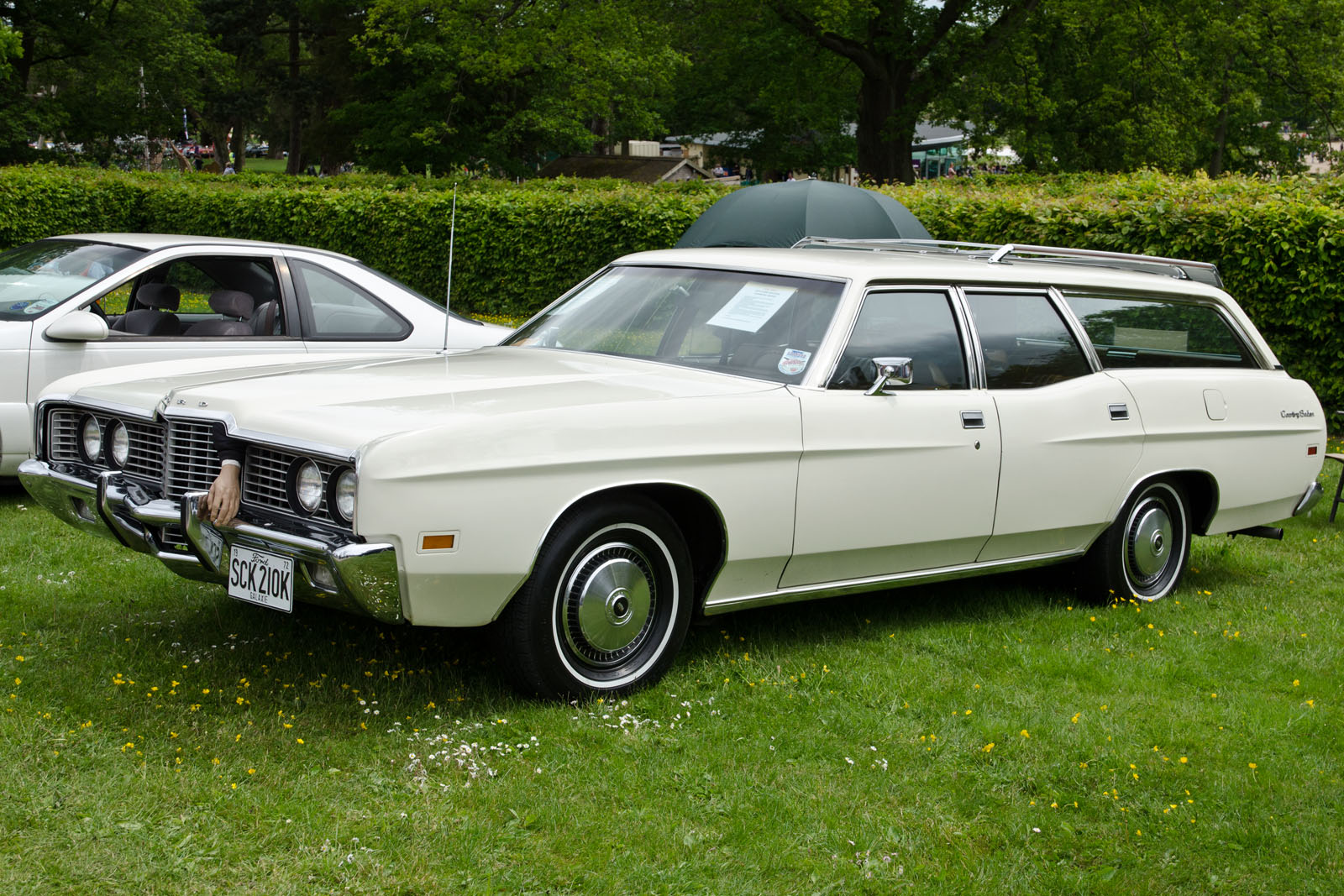
Ford Galaxie IV Kombi

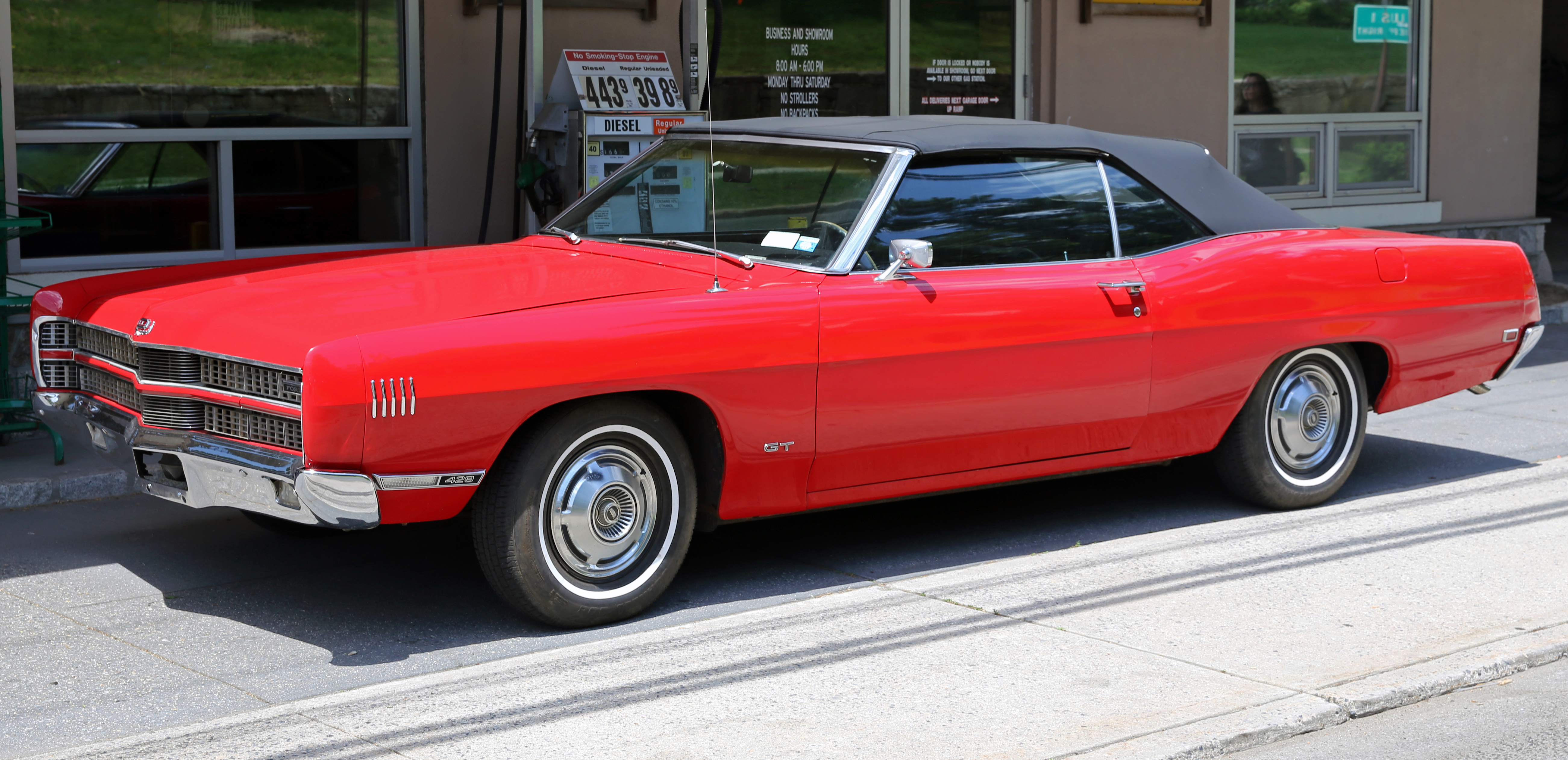
Ford XL II

Ford Galaxie IV został zaprezentowany po raz pierwszy w 1968 roku.
Czwarta i ostatnia generacja Forda Galaxie zadebiutowała pod koniec lat 60. XX wieku, przechodząc ponownie duży zakres zmian stylistycznych i powstając według nowej koncepcji. Nadwozie stało się bardziej masywne, ze strzelistymi i wyraźnie zaznaczonymi błotnikami. Wygląd pasa przedniego był ponownie uzależniony od wariantu wyposażeniowego, który obejmował głównie kształt reflektorów i układ atrapy chłodnicy.

### XL
Podobnie jak w przypadku poprzednika, oferta wariantów Galaxie IV została uzupełniona także o model Ford XL, który charakteryzował się innym wyglądem pasa przedniego. Ponownie wyróżniały go chowane reflektory pod kloszami utrzymanymi we wzorze takim, jak atrapa chłodnicy.

### Silniki
- L6 3.9l Mileage Maker
- V8 4.9l Windsor
- V8 5.8l Windsor
- V8 6.4l FE
- V8 6.6l 335
- V8 7.0l 385
- V8 7.5l 385